# Hiéroglyphe égyptien N35
Pour les articles homonymes, voir Eau (homonymie).
L'eau, en hiéroglyphes égyptiens, est classifiée dans la section N « Ciel, Terre, Eau » de la liste de Gardiner ; cet hiéroglyphe y est noté N35.

## Représentation
Il peut être interprété soit comme un filet d'eau soit comme une onde sur une surface d'eau avec un nombre d'ondulation variable (généralement plus de quatre sauf en écriture cursive où le signe n'est figuré que par un simple trait). C'est un des rares signes à être de couleur noir car considéré comme un contour et on le retrouve parfois à la verticale. C'est un des hiéroglyphes les plus répandus et les plus caractéristiques de la langue égyptienne. Il est translittéré n.

## Utilisation
| n · t · Z5 | N35A |

| n · t · Z5 | N35A |

d'où découle (?) sa fonction en tant que phonogramme unilitère de valeur n.
| D35 |

| D35 |

| n |

| n |

| n · n |

| n · n |

| n · n |

| n · n |

Si ce n'est l'inverse où D35 se substitue à N35 par confusion prenant ainsi sa fonction de phonogramme.
| N16 | / | N17 |

| N16 | / | N17 |

| D · t · n |

| D · t · n |

| n · A | , | n · U19 · W24 | et | n · Z2 |

| n · A | , | n · U19 · W24 | et | n · Z2 |

| n · Z2 | E23 · Z1 | et | n · Z2 | r · Z1 |

| n · Z2 | E23 · Z1 | et | n · Z2 | r · Z1 |

| n · Z2 | E23 · Z1 | et | n · Z2 | r · Z1 |

| n · Z2 | E23 · Z1 | et | n · Z2 | r · Z1 |

valeur l.
| N35A |

| N35A |

| S3 |

| S3 |

N35 semble avoir très probablement inspiré l'alphabet protosinaïtique pour le caractère d'où dérive la lettre M de l'alphabet latin.

## Exemples de mots
| i | a · n | nw · Z1 · Y1 |

| i | a · n | nw · Z1 · Y1 |

| O28 | n · t · O49 |

| O28 | n · t · O49 |

| n · Z2 |

| n · Z2 |